# Distretto di Ishtikhon
Il distretto di Ishtikhon (usbeco Ishtixon) è uno dei 14 distretti della Regione di Samarcanda, in Uzbekistan. Il capoluogo è Ishtikhon.
| Controllo di autorità | VIAF (EN) 159659568 |